# Great Western Railway (opérateur ferroviaire)
Pour les articles homonymes, voir Great Western Railway (homonymie) et GWR.

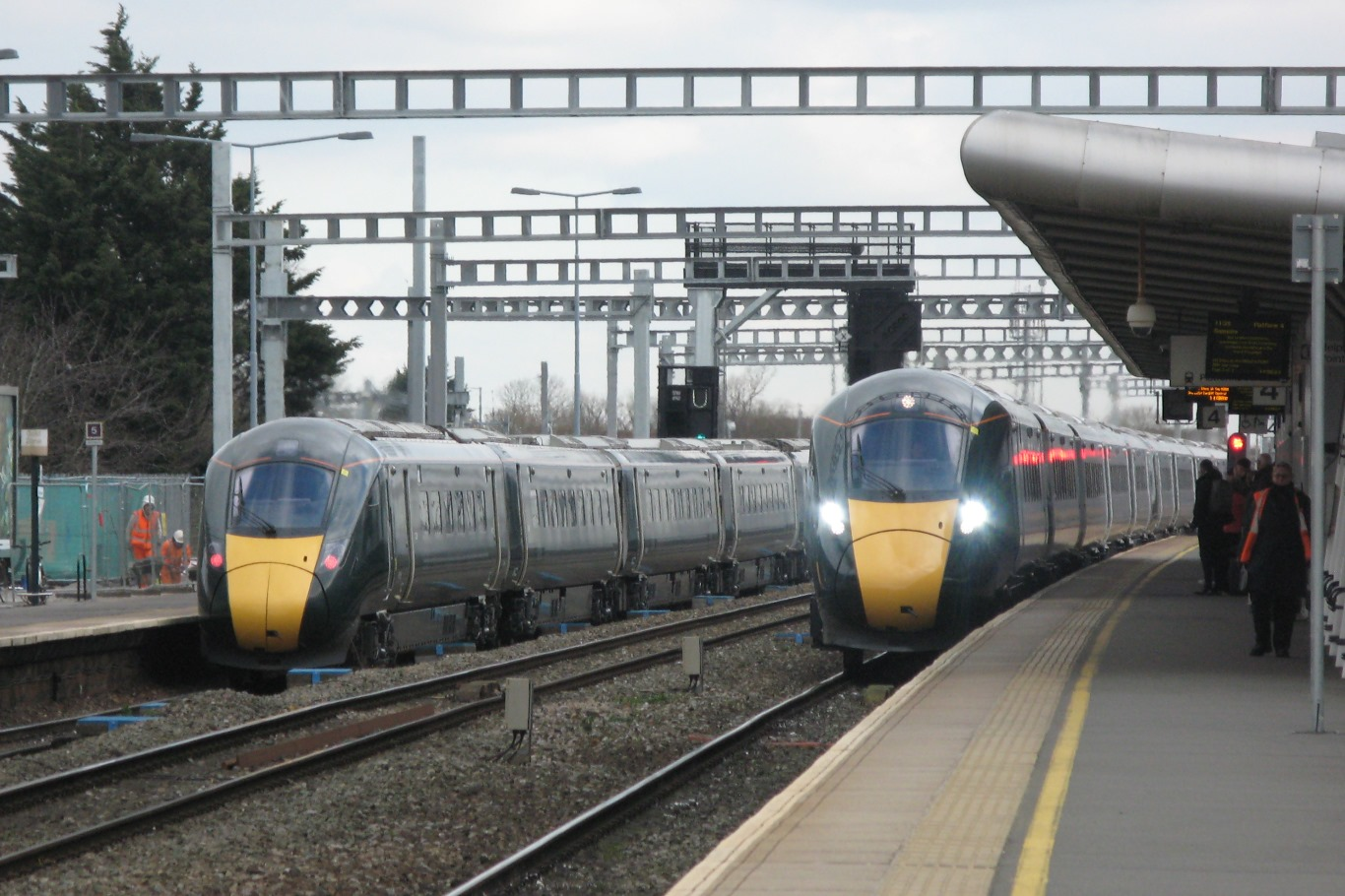
Deux Class 800 de la GWR en Gare de Swindon.

Le Great Western Railway (GWR) est une entreprise ferroviaire britannique qui exploite, dans le cadre d'une concession attribuée au groupe First Group par la Strategic Rail Authority (SRA), le réseau du Great Western Main Line. C'est une filiale de First depuis  son acquisition par ce groupe. Son nom ne doit pas être confondu avec l'ancien réseau Great Western Railway.

## Histoire
Jusqu'en 1996, Great Western Trains Company Limited était une filiale des British Railways. Elle fut la première à être privatisée, dans le cadre d'une reprise par l'encadrement et le personnel de la compagnie. Par la suite, le 30 mars 1998, elle fut revendue au groupe FirstGroup Plc, premier exploitant de bus en Grande-Bretagne et l'un des principaux exploitants ferroviaires.

## Réseau
Le réseau desservi comprend trois principaux axes vers le sud-ouest de l'Angleterre et le sud du pays de Galles, au départ de la gare de Londres-Paddington. La compagnie dessert notamment :
- Plymouth via Bristol et Exeter, avec prolongement jusqu'à Penzance,
- Newport et Cardiff, avec prolongement jusqu'à Swansea,
- Hereford via Oxford et Worcester.

First Great Western a également obtenu la concession du réseau de la vallée de la Tamise, nommé First Great Western Link, exploité précédemment par Thames Trains.